# Сисигамба
Сисигамба (умрла 323. п. н. е.) је била мајка персијског краља Дарија III, чија се владавина завршила током ратова Александра Великог. Након што су она и њена породица заробљени од стране Александра после Битке код Иса, Сисигамба је постала веома блиска са Александром, и Александар ју је третирао са много поштовања и ословљавао ју је као "мајка".

## Младост
Могуће је да је била ћерка краља Артаксеркса II, или можда његовог брата Останеса. Касније се удала за њеног рођеног брата Арсамеса (стара ахеменидска традиција). Постоји такође могућност да је она ћерка и једног уксијанског вође. Родила је Дарија, Оксијатреса и могуће Статејру I.

## Александрова инвазија
Током Битке код Иса (333. п. н. е.), Даријева армија је била разбијена и Персијски краљ је напустио бојно поље, оставивши његову породицу, укључујући његову мајку, његову супругу Стетејру I, његову децу, и многе друге у милости Александру. Александар их је заробио али их је третирао са свим поштовањем и љубазношћу, док би их можда неки други освајач погубио одмах. Када су Александар Велики и Хефестион (његов најбољи пријатељ и можда љубавник) дошли заједно да посете заробљену Персијску ројалну породицу, Сисигамба је клекнула пред Хефестионом да га моли за њихове животе, али је погрешила јер је мислила да је он Александар — Хефестион је био виши, и обојица су били слично обучени. Када је схватила своју грешку, била је видно постиђена, али јој је Александар одговорио речима: "Нисте погрешили, мајко; овај човек је такође Александар."
Током Битке код Гаугамеле, Сисигамба и њена породица су задржани у шаторима иза Александрове војске. Када је Персијска армија уништила Александрове стражаре како би дошла до њих, она је својевољно одбила да поверује у такозвану Персијску победу, што се није догодило. Вероватно Сисигамба никад није могла да опрости свом сину Дарију зато што је напустио своју породицу на Ису. Након што је Дарије убијен после свог пораза код Гаугамеле, Александар је послао његово тело Сисигамби за сахрану. Након што је била позвана да жали његову смрт, она је рекла, Ја имам само једног сина [Александар], и он је краљ целе Персије.

## Под Александром
Удала је своју унуку Статејру II за Александра године 324. п. н. е., догађај који се назива Велико венчање у Сузи. Она је остала у Сузи са учитељима да је науче грчки, док је Александар био на својим војним походима. 
Након што је чула вест о Александровој смрти, Сисигамба је себе закључала у својој соби и одбијала је да једе. Наводи се да је умрла од жалости и туге четири дана касније.